# The Sims 3: Wymarzone podróże
The Sims 3: Wymarzone podróże (ang. The Sims 3: World Adventures) – pierwszy dodatek do gry komputerowej The Sims 3 przeznaczony na platformę PC. Dodatek umożliwia odwiedzenie przez Simów wirtualnych wakacyjnych ośrodków jak Shang Simla w Chinach, Champs Les Sims we Francji i Al Simhara w Egipcie.

## Rozgrywka

### Przygody
W grze dostępne są wyzwania, które Sim może otrzymać za pośrednictwem tablicy z ogłoszeniami. Każda taka tablica znajduje się w okolicy wakacyjnej na parceli o nazwie "Baza wypadowa", do której automatycznie trafia Sim po przyjeździe. Za wypełnienie wyzwania Sim otrzymuje nagrodę, najczęściej simoleony. Oprócz tego są to czasem rzeczy, punkty wizy. Podczas wypraw Sim może także odnaleźć skarby za które otrzyma mnóstwo pieniędzy. Skarbami są min. antyczne monety, relikty.

### Antyczne monety
Zagraniczna waluta w świecie The Sims 3. W Shang Simla, Champs Les Sims i Al Simhara, można za nie kupić wiele zagranicznych pamiątek i rzeczy przydatnych w grobowcach, tj. przekąska dla mumii, namiot itd. Zdobywa się je między innymi w grobowcach.

### Mumie
Jak w każdej poprzedniej części, tak i w tej mamy do czynienia z wyjątkowym potworem, którym sami możemy się stać. W Wymarzonych Podróżach jest to mumia. Mumia może zaatakować Sima, który nie ucieknie dość szybko przed nią. Można odwrócić uwagę mumii za pomocą specjalnych przekąsek, które można kupić od jednego kupca za antyczne monety. Jeżeli Sim nie ucieknie przed mumią może został ogłuszony lub przeklęty. Gdy Sim zostanie przeklęty otrzyma nastrójnik "Klątwa mumii". Należy zdjąć przekleństwo zanim upłynie czas nastrójnika, inaczej Sim przepadnie. Jest kilka sposobów zdjęcia klątwy: trzeba się przespać w Błogosławionym Sarkofagu Królów, odkryć Wężowy Pocałunek albo szukać ratunku na końcu grobowca Sfinksa.

## Nowe cechy
Producenci dodali do dodatku trzy nowe cechy:
- Oko fotografa – Simowie z tą cechą uwielbiają fotografować i wykonują wspaniałe zdjęcia. Uczą się umiejętności fotografowania szybciej, robią zdjęcia warte więcej simoleonów i mają unikalne interakcje socjalne związane z fotografią.
- Zdyscyplinowanie – Simowie z tą cechą są pełni poświęcenia by stać się największymi specjalistami sztuk walk na świecie. Uczą się sztuk walki szybciej, i częściej wygrywają w sparingach.
- Poszukiwacze przygód – Simowie z tą cechą będą otrzymywali specjalny nastrójnik, gdy pojadą po raz pierwszy w dane miejsce, oraz w czasie eksploracji grobowców.

## Umiejętności
W grze dodano również nowe umiejętności:
- Fotografia – aby nauczyć się fotografowania wystarczy zakupić aparat w jednym ze sklepów ogólnych w wakacyjnym kraju. O ile we Francji czy w Chinach nie mamy żadnego wyboru, to w Egipcie mamy aż trzy rodzaje aparatów. Aby zrobić zdjęcie, wystarczy kliknąć na aparacie w wyposażeniu i wybrać odpowiednią opcję. Warto robić kolekcje tematyczne, a następnie je sprzedać lub ozdobić dom.
- Sztuki Walki – aby nauczyć się sztuk walki, należy udać się do Akademii w Shang Simla i zacząć trenować na manekinie. Z czasem zdobędziemy lepszy pas, możliwość łamania desek oraz możliwość sparingu z innymi Simami. W sklepie można także zakupić odpowiedni sprzęt, aby móc trenować w domu. Po osiągnięciu wystarczających umiejętności możemy wziąć udział w turnieju w Chinach.
- Wyrób nektaru – aby nauczyć się wyrabiać nektar wystarczy przeczytać podręczniki kupione we Francji lub odwiedzić tamtejszą Nektarnię. W Nektarni wyrabia się nektar za pomocą wytwórcy nektaru. W sklepie w Champs Les Sims można zakupić wytwórcę nektaru, aby móc tworzyć wspaniałe trunki we własnym domu. Żeby stworzyć nektar, trzeba mieć grona lub inne owoce. Można je znaleźć w mieście, kupić w sklepie bądź wyhodować. Odpowiednie kombinacje owoców dadzą nektar o niepowtarzalnym smaku. Aby nektar mógł dojrzeć i stać się jeszcze lepszy, można go umieszczać na stojakach. Najlepszy nektar dojrzewa głęboko w piwnicach.

## Muzyka w grze
18 sierpnia ujawniono listę utworów jakie są zawarte w dodatku. Są to:
- Audrye Sessions – "Turn Me Off"
- Broken Hearts Club – "Na Na Na"
- Esmee Denters – "Outta Here"
- Fefe Dobson – "I Want You"
- Friday Night Boys – "Can't Take That Away"
- Nelly Furtado – " Manos al Aire "
- Stefanie Heinzmann – "No One (Can Ever Change My Mind)"
- Pixie Lott – " Mama Don't"
- Madina Lake – "Lets Get Outta Here"
- Manchester Orchestra – "I've Got Friends"
- Matt and Kim – " Daylight "
- Katie Melua – " If the Lights Go Out "
- Metalkpretty – "Wake Up, Wake Up"
- Natalie Portman's Shaved Head – "Me + Yr Daughter"
- Hot Chelle Rae – "Say"
- LeAnn Rimes – "You've Ruined Me"
- Cassie Steele – "Summer Nights"
- Evan Taubenfeld – "Pumpkin Pie"
- Young Punx – "Juice and Sim"

## Wymagania systemowe
Minimalne wymagania sprzętowe:
| Wymagania            | Komputer z systemem Windows XP | Komputer z systemem Windows Vista | Komputer z systemem Windows 7 | Komputer z systemem Mac OS X 10.5.7 Leopard                                                                                                |
| -------------------- | --- | --- | --- | --- |
| Dodatek Service Pack | Service Pack 2 | Service Pack 1 | – | – |
| Procesor             | Procesor klasy Pentium 4 2 GHz | Procesor klasy Pentium 4 2.4 GHz | Procesor klasy Pentium 4 2.4 GHz | Intel Core Duo |
| Pamięć RAM           | 1 GB | 1,5 GB | 1,5 GB | 2 GB |
| Dysk twardy          | 3,5 GB plus co najmniej 1 GB dodatkowego miejsca na zawartość zmodyfikowaną i zapisane gry 9,6 GB w przypadku instalacji z grą The Sims™ 3 | 3,5 GB plus co najmniej 1 GB dodatkowego miejsca na zawartość zmodyfikowaną i zapisane gry 9,6 GB w przypadku instalacji z grą The Sims™ 3 | 3,5 GB plus co najmniej 1 GB dodatkowego miejsca na zawartość zmodyfikowaną i zapisane gry 9,6 GB w przypadku instalacji z grą The Sims™ 3 | 3,5 GB plus co najmniej 1 GB dodatkowego miejsca na zawartość zmodyfikowaną i zapisane gry 9,6 GB w przypadku instalacji z grą The Sims™ 3 |
| Karta graficzna      | zgodna z DirectX 9.0c ze 128 MB pamięci VideoRAM i obsługą funkcji Pixel Shader 2.0                                                        | zgodna z DirectX 9.0c ze 128 MB pamięci VideoRAM i obsługą funkcji Pixel Shader 2.0                                                        | zgodna z DirectX 9.0c ze 128 MB pamięci VideoRAM i obsługą funkcji Pixel Shader 2.0                                                        | ATI x1600 lub Nvidia 7300 GT ze 128 MB pamięci VideoRAM, lub Intel Integrated GMA X3100                                                    |

Obsługiwane karty graficzne(PC): Nvidia GeForce: FX5900 lub nowsze, G100, GT 120, GT 130, GTS 150, GTS 250, GTX 260, GTX 275, GTX 280, GTX 285, GTX 295; ATI Radeon: serie ATI Radeon 9500 lub nowsze, serie X300, X600, X700, X800, X850, X1300, X1600, X1800, X1900, X1950, 2400, 2600, 2900, 3450, 3650, 3850, 3870, 4850, 4870, 4890 lub nowsze; Intel Graphics Media Accelerator (GMA): GMA z serii 3 oraz 4.
Obsługiwane karty graficzne(Mac): Nvidia GeForce: 7300, 7600, 8600, 8800, 9400M, 9600M, GT120, GT 130; ATI Radeon: x1600, X1900, HD 2400, HD 2600, HD3870, HD 4850, HD 4870.
Uwagi:
- Gra nie będzie działać na PowerPC(G3/G4/G5) na Mac (PowerMac).
- karty GeForce 6100 oraz 7100 nie są obsługiwane.